# 中國時報旅行社
時報旅行社，簡稱時報旅遊，綜合旅行社，創立於1999年5月。

## 歷史沿革
1999年春，中國時報系應讀賣新聞集團之邀，獨資設立「中國時報旅行社」，並與讀賣新聞集團旗下的讀賣旅行合資成立「中時讀賣旅行社」，共同以「時報旅遊」為品牌名稱。
2002年，中國時報旅行社投資成立「時報遊學中心」。
2004年，中國時報旅行社成立旅遊品牌「玩家帶路」。
2005年，中國時報旅行社透過樂多日誌的部落格平台建立部落格《部落客旅行團》，並異業合作進行部落格行銷活動。
2008年11月，旺旺集團董事長蔡衍明入主中時媒體集團，時報旅遊因此成為旺旺中時媒體集團成員公司。
時報旅遊設立全球自由行中心，提供各地訂房機票服務；並成立子公司「時報遊留學中心股份有限公司」，舉辦海內外遊學團服務；設有台灣旅遊中心，規劃本地特色行程；另成立陸客來台部門，專責接待中國商務與專業人士來台服務。

## 外部連結
- 時報旅遊（页面存档备份，存于）
- 時報旅遊的Facebook專頁
- 玩家帶路（页面存档备份，存于）
- 玩家帶路的Facebook專頁